# Hugo Alonso Ruiz
Hugo Alonso Ruiz (Soria, 7 de marzo de 1981) es un artista español contemporáneo, especializado en pintura artística y videocreación.

## Biografía
Nacido en 1981 en la ciudad de Soria. Su infancia y educación transcurrieron en Salamanca. Realizó sus estudios superiores en la Facultad de Bellas Artes de la Universidad de Salamanca, donde se licenció en 2004.

## Obra
Inicialmente su orientación artística principal era pictórica, aunque con el tiempo, su obra ha evolucionado hasta abrazar un amplio espectro que abarca el tratamiento visual y sonoro a través de las nuevas tecnologías digitales y medios de expresión contemporáneos como las videoinstalaciones, la música electrónica o los audiovisuales para montajes teatrales.
En el año 2007, obtuvo el Premio Jóvenes Artistas de Castilla y León organizado por Caja de Burgos, por su obra pictórica «Something in my beb» A sus 26 años presentó su obra en el Espacio Emergente del Domus Artium de Salamanca. 